# Mooste kommun
Mooste vald är en kommun i Estland.   Den ligger i landskapet Põlvamaa, i den sydöstra delen av landet, 200 km sydost om huvudstaden Tallinn. Antalet invånare är 1 542. Arean är 185 kvadratkilometer.
Terrängen i Mooste vald är platt.
Följande samhällen finns i Mooste vald:
- Mooste
- Kauksi
- Rasina
- Jaanimõisa